# Leslie Marmon Silko
Leslie Marmon Silko (Albuquerque, 5 marzo 1948) è una scrittrice statunitense.

## Biografia
Nata Leslie Marmon il 5 marzo 1948 ad Albuquerque, nel Nuovo Messico, dal fotografo Lee Marmon e sua moglie Mary Virginia Leslie, è considerata tra le più importanti scrittrici native americane. 
Cresciuta ai margini della riserva indigena di Laguna, si è laureata nel 1969 all'Università del Nuovo Messico e ha esordito nel 1974 con la raccolta di poesie e racconti Donna Laguna (Laguna Women: Poems). 
Partendo dai racconti tradizionali tramandati oralmente dai nativi americani intrisi di elementi del mito e della natura Silko riflette nelle sue opere sull'importanza di preservare le tradizioni e gli stili di vita degli Indiani d'America riflettendo nel contempo sul ruolo della donna nella società occidentale multirazziale. 
Residente a Tucson, è professoressa di inglese all'Università dell'Arizona.

## Opere principali

### Romanzi
- Cerimonia (Ceremony) (1977), Roma, Editori Riuniti, 1981 traduzione di Paola Ludovici; Urbino, Quattroventi, 1996, a cura di Cinzia Biagiotti.
- Almanac of the dead (1991)
- Gardens in the Dunes: a novel (1999)

### Poesia e Racconti
- Donna Laguna (Laguna Women: Poems) (1974), Urbino, QuattroVenti, 1996, trad. Cinzia Biagiotti.
- Western Stories  (1980)
- Raccontare (Storyteller) (1981), Milano, La salamandra, 1983.
- Sacred Water: Narratives and Pictures (1994)
- Love poem and Slim Canyon (1996)
- Rain (1996)
- Oceanstory (2011)

### Miscellanea
- The delicacy and strength of lace: letters between Leslie Marmon Silko & James Wright (1986)
- Intervista con Leslie Marmon Silko in: Laura Coltelli, a cura di, Parole fatte d’alba. Gli scrittori indiani d’America parlano, Roma, Castelvecchi, 1995, pp. 126-45.
- Steccati contro la libertà di Leslie Marmon Silko, in: ACOMA, rivista internazionale di Studi Nordamericani, Numero 4, Primavera 1995 - Anno II, http://www.acoma.it/sites/default/files/pdf-articoli/4silko.pdf
- Da Laguna al Chiapas: conversazione con Leslie Marmon Silko, Laura Coltelli, Alessandro Portelli (a c.), in: ACOMA, rivista internazionale di Studi Nordamericani, Numero 11, Estate/Autunno 1997 - Anno IV, http://www.acoma.it/sites/default/files/pdf-articoli/11silkocolteporte.pdf
- Yellow woman and a beauty of the spirit: essays on Native American life today (1997)
- Leslie Marmon Silko: a collection of critical essays (1999)
- Conversations with Leslie Marmon Silko (2000)
- La vena turchese (The Turquoise Ledge: A Memoir) (2010), Como-Pavia, Ibis, 2018, traduzione di Laura Coltelli.

## Premi e riconoscimenti
- American Book Awards: 1980 vincitrice con Cerimonia[8]
- Christopher Lightfoot Walker Award dall'American Academy of Arts and Letters: 2020[9]